# Lac Lauricocha
Le lac Lauricocha, est un lac de la cordillère des Andes situé au centre du Pérou, dans la région de Huánuco.

## Géographie
Le lac est situé près de la chaîne de montagnes Raura et du village de Lauricocha et a une altitude de surface de 3 845 m et a une orientation est-ouest. Le lac fait partie du bassin de la rivière Lauricocha. Un prêtre jésuite nommé Samuel Fritz a dessiné une carte en 1707, qui montre la rivière Marañón comme le principal cours d'eau du fleuve Amazone. Il a identifié le lac Lauricocha comme la source de l'Amazonie. Plusieurs lieux supplémentaires ont depuis été proposés comme sources de l'Amazonie.

## Écologie
Certaines parties des rives du lac sont couvertes de roseaux. L'espèce prédominante dans le lac est la truite. Parmi la faune présente autour du lac se trouvent des oiseaux comme les canards, les nothoprocta et les faucons; et les mammifères comme les tarucas, les vizcaches, les renards et les mouffettes.